# Sparkonto
Sparkonto är en typ av bankkonto med högre sparränta än ett transaktionskonto.
Sparkonton används främst för att göra insättningar och uttag av mindre regelbunden natur och banker erbjuder ofta bättre räntevillkor på sparkonton för att attrahera och behålla insatta medel på kontot. Ett sparkonto kan i allmänhet inte anslutas till särskilda tjänster för att utföra olika typer av transaktioner utan där är endast vanliga insättningar och uttag, eller överföring till annat konto möjligt. På sparkonto kan det även finnas begränsningar exempelvis i antalet uttag som man får göra utan kostnad, där kostnaden antingen kan vara en avgift eller ett ränteavdrag.

## Sparkonton på nätet
Vissa finansiella institutioner erbjuder enbart sparkonton på nätet. De brukar ge högre räntor och har ibland även högre säkerhetsbegränsningar, så som insättningsgaranti. Möjlighet till sparande online har skapat större tillgänglighet av offshore-ekonomi för den bredare allmänheten.

## Kritik

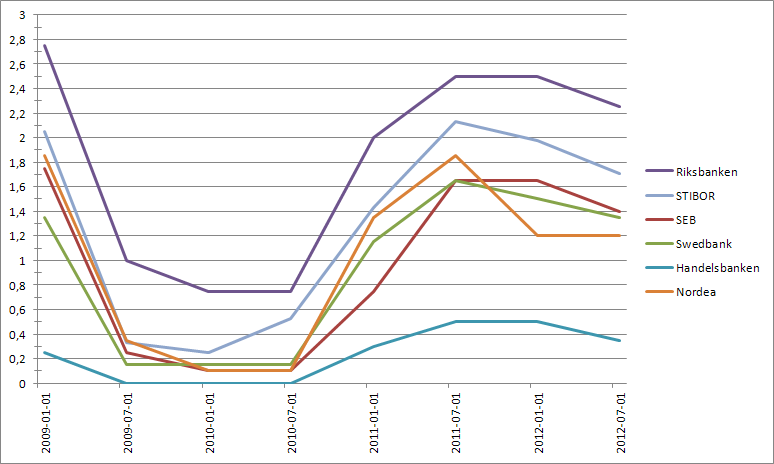
Jämförelse mellan de fyra storbankernas sparräntor samt STIBOR-räntan och Riksbankens utlåningsränta

Svenska banker, då främst de fyra storbankerna, Handelsbanken, Nordea, SEB och Swedbank, har fått stor kritik för att ha låga sparräntor i förhållande till inlåningsränta banker mellan samt bolånsränta till konsument. Bankerna använder oftast de pengar som placerats på sparkonton för att kunna täcka upp likviditet hos företaget och för att kunna låna ut mer pengar till bland annat bolån. Skillnaden mellan sparräntan och bolåneräntan är en del bankens totala resultat, detta innebär att bankerna som ger nästintill ingen sparränta samtidigt som de höjer låneräntan tjänar på kundernas sparande. Kritiken har då varit att bankerna snabbt följer riksbankens räntesänkningar på sparkontona, när riksbanken sedan höjer styrräntan gör de inte samma höjningar som de gör för bolåneräntan. Låga sparräntor blir ett dilemma för spararna om räntan är lägre än inflationen, då sparandet innebär att pengarna har förlorat en del av sitt värde, för att spararen ska ha ett reellt sparande behöver sparräntan alltså vara högre än inflationen.